# Poisson Fécond
Pour les articles homonymes, voir Conte (homonymie).
Brice Chris Conte-Ydier, dit Poisson Fécond, est un vidéaste web et entrepreneur français né le 8 février 1988.
Il anime la chaîne YouTube Poisson Fécond, où il vulgarise avec humour des sujets variés, allant des sciences à la culture générale, en passant par des anecdotes insolites.

## Biographie
Chris Conte commence son activité sur YouTube en 2011 après avoir obtenu un baccalauréat en sciences et technologies de la gestion (STG) et une licence en psychologie. Initialement mené à un parcours de psychologue ou professeur des écoles, il se tourne finalement vers la création de vidéos en ligne. Pendant plusieurs années, ses productions ne rencontrent qu’un succès modéré, mais il persévère, tout en occupant des emplois d’animateur dans des écoles et centres de loisirs,.
La chaîne Poisson Fécond atteint une certaine notoriété en 2014, lorsqu’elle dépasse la barre des 100 000 abonnés. En 2016, elle compte plus d’un million d’abonnés. Chris Conte se démarque par des vidéos au ton pédagogique et léger, dont les titres sont souvent conçus pour attirer l’attention, tels que « 6 trucs fantastiques sur les trous noirs » ou « 6 trucs à savoir sur le pénis de l’homme »,.

### Activité sur YouTube
Les vidéos de Poisson Fécond abordent des sujets variés, tels que les sciences, la psychologie, et des faits insolites. Chaque production nécessite plusieurs semaines de travail, incluant l’écriture de scripts, le tournage et le montage. La plupart des vidéos sont réalisées dans son appartement grenoblois, qui lui sert également de décor.
Sur sa chaîne principale, Chris explore des formats originaux combinants sciences, culture geek et sujets variés avec des titres comme 6 trucs à savoir sur la vie après la mort, qui cumule aujourd’hui plusieurs millions de vues. Cela lui permet d’atteindre des jalons importants : sa chaîne dépasse les 100 000 abonnés en septembre 2014, avant de grimper à 300 000 en novembre de la même année,.
Chris Conte ne se limite pas à sa chaîne principale, Poisson Fécond. En janvier 2015, il amorce un nouveau tournant dans sa carrière en déménageant à Grenoble, où il partage une colocation avec son ami et collègue vidéaste Romain. Ensemble, ils lancent Quantic Shark, une chaîne axée sur les jeux vidéo. Bien que le projet suscite de l’intérêt à ses débuts, la chaîne sera progressivement délaissée à partir de mars 2016.
En parallèle, Chris expérimente un format plus personnel avec Le Verseau, une chaîne centrée sur l'ASMR et la relaxation. Ce projet, bien qu'apprécié par une niche de spectateurs, sera quant à lui délaissé après février 2017.
Chris crée de nouvelles chaînes annexes à la pelle. D'abord, Sardine Fertile en juillet 2018, qui explore les coulisses de Poisson Fécond et sert également de chaîne de vlogs pour l’équipe Khundar. Ensuite, en décembre 2018, il lance Astro Fécond, où il explore le génie humain avec ses abonnés, mêlant inventions, découvertes et créativité. En décembre 2021, le vidéste crée Conte Fécond, une chaîne axée sur des histoires horrifiques immersives. Enfin, la petite dernière, lancé en janvier 2022, Noisulli, où Chris mène des expériences,.

## Entrepreneuriat

### Société Khundar
En septembre 2015, Chris Conte fonde Khundar, une société qui regroupe ses activités liées à la chaîne Poisson Fécond et à la création de jeux vidéo. Khundar emploie deux salariés : un monteur vidéo et un programmeur, et fait ponctuellement appel à des freelances,.
Le chiffre d’affaires de Khundar pour sa première année (2015-2016) est estimé à 57 000 euros, générés principalement par la publicité et des partenariats commerciaux. Ces revenus permettent à Chris Conte de se verser un salaire modeste de 1 400 euros nets par mois, les excédents étant réinvestis dans le développement de projets, notamment un jeu vidéo en préparation.

### Jeu vidéo:FuzeCat
En 2014, Poisson Fécond annonce FuzeCat un jeu vidéo un shoot 'em up où les joueurs incarnent un Chat-Fusée avec douze modèles différents et un boss Chat/Lion.
Malgré deux ans de développement par une équipe de quatre personnes, le jeu a été critiqué pour un manque de professionnalisme. Poisson Fécond a pris en charge les graphismes après le départ du responsable initial, ce qui a eu un impact sur la qualité visuelle du jeu. Le teaser a été retiré, mais restait disponible sur Steam.
FuzeCat est finalement sorti le 23 mai 2017, bien que sa réception ait été mitigée.

### Livre:Le Médaillon d'Orion
Publié le 13 octobre 2022 aux Éditions First, Le Médaillon d’Orion est le premier roman de Chris Conte. Ce roman jeunesse suit les aventures d’Ariane Armand, une adolescente dont la vie bascule lorsqu’elle reçoit un médaillon aux pouvoirs mystérieux. L’histoire mêle éléments fantastiques et références aux réseaux sociaux, notamment à travers le personnage d’Orion, une star de la plateforme fictive Kaleidotube,.

### Conte: un projet suspendu
Conte est un projet de parcours immersif horrifique prévu pour ouvrir en décembre 2023 à Lyon, dans les pentes de la Croix-Rousse, au 30 rue Burdeau. Le projet a été partiellement financé grâce à une campagne de crowdfunding sur la plateforme Ulule récoltant 21 746 €.
Cependant, l'ouverture a été retardée en raison de plusieurs problèmes structurels. La commission de sécurité a refusé de délivrer l’autorisation d’ouverture en raison de l’insuffisance d’issues de secours. En outre, des infiltrations d’eau ont été détectées dans le bâtiment, causant des dommages importants aux murs et aux structures internes. Ces problèmes ont conduit à l’arrêt des travaux pour une durée indéterminée.
L’équipe du projet, en collaboration avec des experts et les autorités locales, recherche actuellement des solutions pour résoudre ces problèmes et déterminer les prochaines étapes. En attendant, aucune nouvelle date d’ouverture n’a été communiquée.
Les contributeurs à la campagne de financement participatif ont été informés de la situation et des remboursements ont été proposés. L'avenir du projet Conte demeure incertain.

## Polémiques et controverses

### Controverse autour d'un financement par un lobby pro-OGM
En septembre 2016, Chris Conte est impliqué dans une controverse après avoir collaboré avec l'Association Générale des Producteurs de Maïs (AGPM) pour une vidéo sponsorisée. L'objectif affiché de cette vidéo est de présenter les diverses utilisations non alimentaires du maïs. Cependant, le contenu est critiqué pour avoir évité toute mention des débats entourant la culture des OGM, un sujet important dans l'industrie du maïs,.
L'information a été révélée par le magazine 01net, qui a mis en lumière le financement de certains vidéastes web français. Poisson Fécond aurait ainsi perçu 10 000 euros pour cette vidéo, un montant qui a soulevé des questions sur l'indépendance éditoriale des créateurs de contenu sur YouTube. L'AGPM étant connue pour ses positions favorables à la culture du maïs OGM, et ayant notamment tenté d'en imposer la culture en France, cette collaboration a été perçue comme une forme de lobbying déguisé,.
Dans une déclaration au magazine, Poisson Fécond a reconnu avoir accepté ces conditions, expliquant : « J’ai effectivement éludé les références aux OGM, mais c’est la règle lorsque vous travaillez avec une grande marque. Vous pouvez toujours décider d’aborder les points négatifs, mais dans ce cas, vous touchez moins d’argent,. »

## Ouvrages
- Chris Conte, Le Médaillon d'Orion, First, 2022, 496 p. (ISBN 978-2412084823).